# Dodona binghami
Dodona binghami is een vlindersoort uit de familie van de prachtvlinders (Riodinidae), onderfamilie Nemeobiinae.
Dodona binghami werd in 1901 beschreven door Moore.